# A Love Letter to You 3
A Love Letter to You 3 es el tercer mixtape del rapero estadounidense Trippie Redd, siendo lanzado el 9 de noviembre de 2018 por TenThousand Projects y Caroline Distribution. Consta de 12 canciones. Es el tercer lanzamiento de su serie A Love Letter to You, que comenzó en mayo de 2017. El mixtape presenta colaboraciones con YoungBoy Never Broke Again, Juice Wrld y Tory Lanez, entre otros. Está respaldado por el sencillo principal "Topanga", para el cual se lanzó un video musical el 30 de octubre.

## Antecedentes y grabación
Trippie Redd declaró en sus redes sociales que grabó el álbum en dos semanas "justo después de Life's a Trip", y lo llamó "discreto mejor". Hablando sobre el mixtape de Zane Lowe en Beats 1, Trippie Redd dijo: "La forma en que configuré mis proyectos, puse la primera pista a la última pista. Si la escuchas de principio a fin, así es como la armé. Es arte, no es nada con lo que jugar ". Sobre el contenido de A Love Letter to You 3, Trippie Redd le dijo a Lowe: "Tiene algunas cosas sobre las relaciones, pero así es la vida. 'Toxic Waste' trata sobre una relación tóxica. Lo que escuchas es mixto: todos tienen que mezclar sus voces para saber cómo se supone que debe sonar. Cuando grabó, uso el autoajuste, pero no lo uso como lo usa la gente. Me gustan mucho las muestras ".

## Promoción
En septiembre de 2018, Trippie Redd declaró que el mixtape "ya estaba hecho" pero que necesitaba de 2 a 3 canciones más para completarlo, y lanzó un clip de audio de "Topanga". El 30 de octubre, lanzó la portada y la lista de canciones, que originalmente incluía "Blastoff" y "Talk That Shit", que no llegaron al corte final.

## Lista de canciones
| N.º | Título                                                              | Producer(s)          | Duración |  |
| 1.  | «Topanga»                                                           | ChopSquad DJ         | 3:35     |  |
| 2.  | «Fire Starter» (con Emani22)                                        | Honorable C.N.O.T.E. | 2:37     |  |
| 3.  | «Toxic Waste»                                                       | Diplo                | 2:53     |  |
| 4.  | «Negative Energy» (con Kodie Shane)                                 | Staccato             | 2:58     |  |
| 5.  | «Can't Love»                                                        | OZ                   | 2:49     |  |
| 6.  | «Love Scars 3»                                                      | OZ                   | 2:09     |  |
| 7.  | «A.L.L.T.Y. 3» (con Baby Goth)                                      | OZ                   | 3:00     |  |
| 8.  | «Emani Interlude» (con Emani22)                                     | Foreign Teck         | 1:36     |  |
| 9.  | «Elevate & Motivate» (con Nel-Denarro y YoungBoy Never Broke Again) | OZ                   | 3:41     |  |
| 10. | «I Tried Loving»                                                    | Icon South           | 3:13     |  |
| 11. | «Wicked»                                                            | OZ                   | 2:18     |  |
| 12. | «Loyalty Before Royalty»                                            | OZ                   | 2:22     |  |
| 13. | «1400 / 999 Freestyle» (con Juice Wrld)                             | OZ                   | 2:55     |  |
| 14. | «So Alive»                                                          | Goose the Guru       | 1:59     |  |
| 15. | «Diamond Minds» (con Elliott Trent y Tory Lanez)                    | Trent                | 3:05     |  |
| 16. | «Camp Fire Tale»                                                    | We Are the Stars     | 2:29     |  |

## Posicionamiento en lista
| Lista (2018)                            | Posiciones |
| --------------------------------------- | ---------- |
| Australia (ARIA)                        | 36         |
| Bélgica (Ultratop Flandes)              | 49         |
| Bélgica (Ultratop Valonia)              | 90         |
| Canadá (Billboard Canadian Albums)      | 10         |
| Dinamarca (Hitlisten)                   | 28         |
| Países Bajos (Album Top 100)            | 19         |
| Finlandia (Suomen virallinen lista)     | 47         |
| Francia (SNEP)                          | 69         |
| Irlanda (IRMA)                          | 32         |
| Latvian Albums (LAIPA)                  | 18         |
| Nueva Zelanda (RMNZ)                    | 20         |
| Noruega (VG‑lista)                      | 14         |
| Suecia (Sverigetopplistan)              | 30         |
| Suiza (Schweizer Hitparade)             | 62         |
| Reino Unido (UK Albums Chart)           | 31         |
| US Billboard 200                        | 3          |
| Estados Unidos (Top R&B/Hip-Hop Albums) | 1          |